# Hans Hysing
Hans Hysing (eller Huyssing), född 1678 i Stockholm, död 1752 eller 1753, var en svensk porträttmålare.
Hans Hysing, som var lärjunge till David Krafft, begav sig 1700 till London, där Mikael Dahl då var mycket uppburen som porträttör. Hos denne arbetade han från omkring 1702 under flera år. Så småningom blev även Hans Hysing erkänd och fick "göra porträtter med stor approbation för det storbritanniska hofvet", av bland andra kung Georg II och prinsen av Wales. Han tycks ha stått på sin höjdpunkt åren mellan 1725 och 1730. 
I Sverige finns av Hans Hysing ett känt porträtt i Uppsalasamlingen. Av hans engelska bilder blev flera graverade av John Faber den yngre, Pelham, Chereau och andra konstnärer.

## Bildgalleri

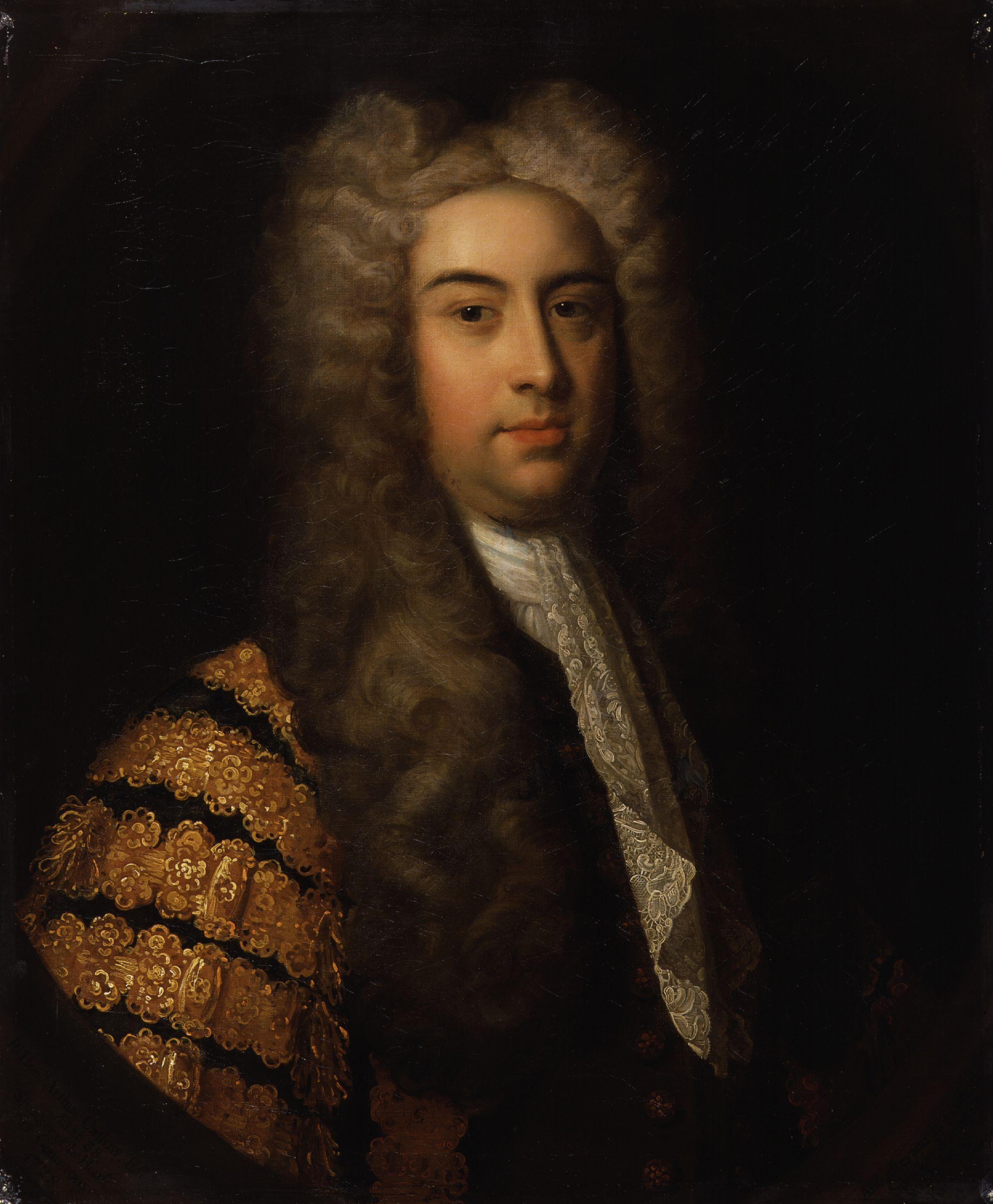
Talmannen i underhuset Arthur Onslow, 1728.
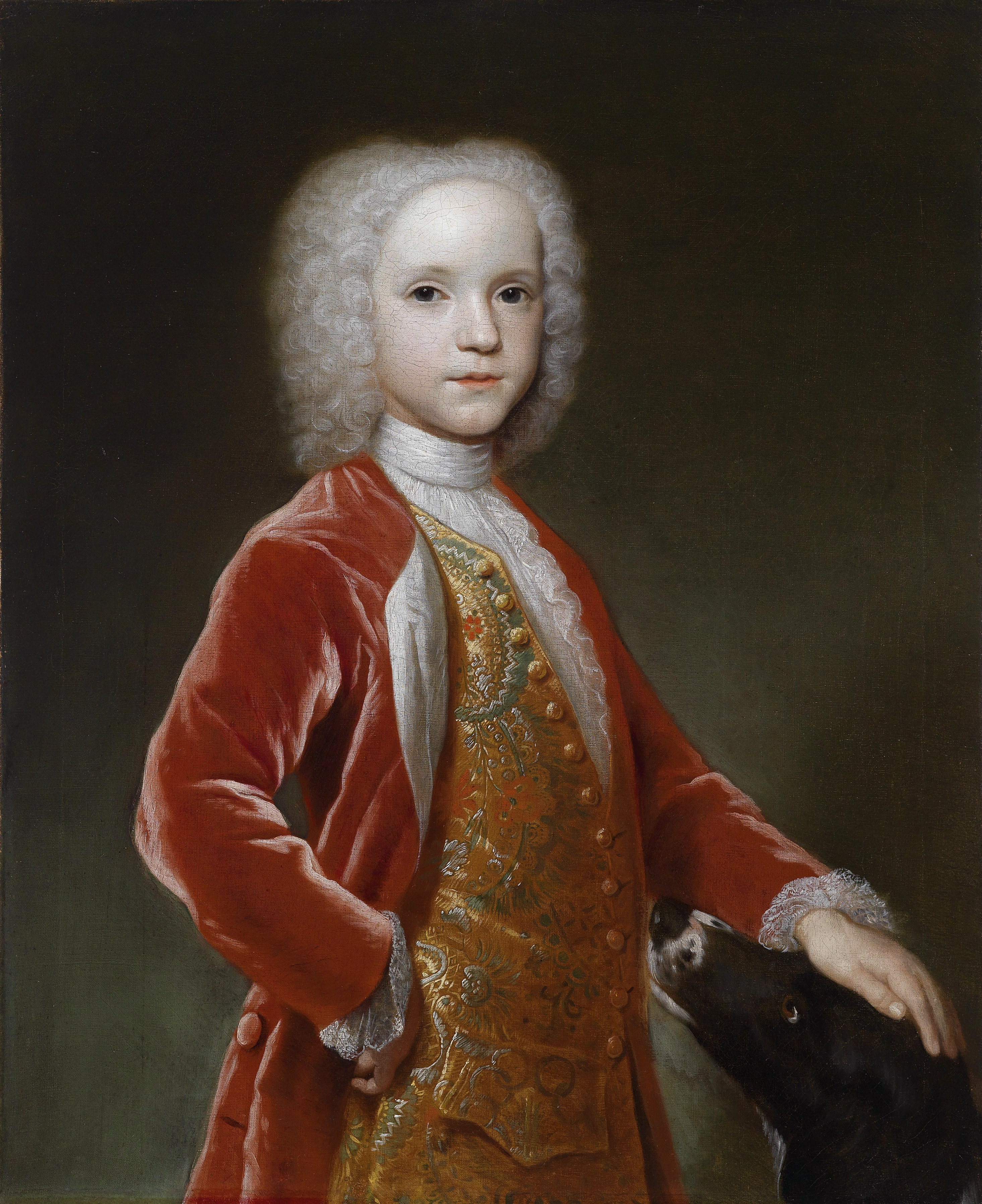
George Bubb Dodington, 1st Baron Melcombe, omkring 1752.
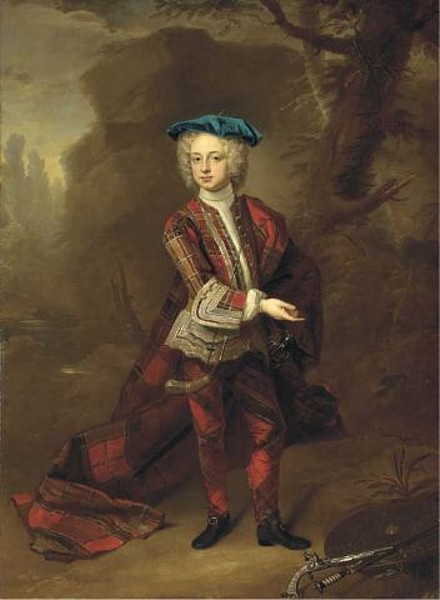
Thomas Osborne, Earl of Danby, 1726.
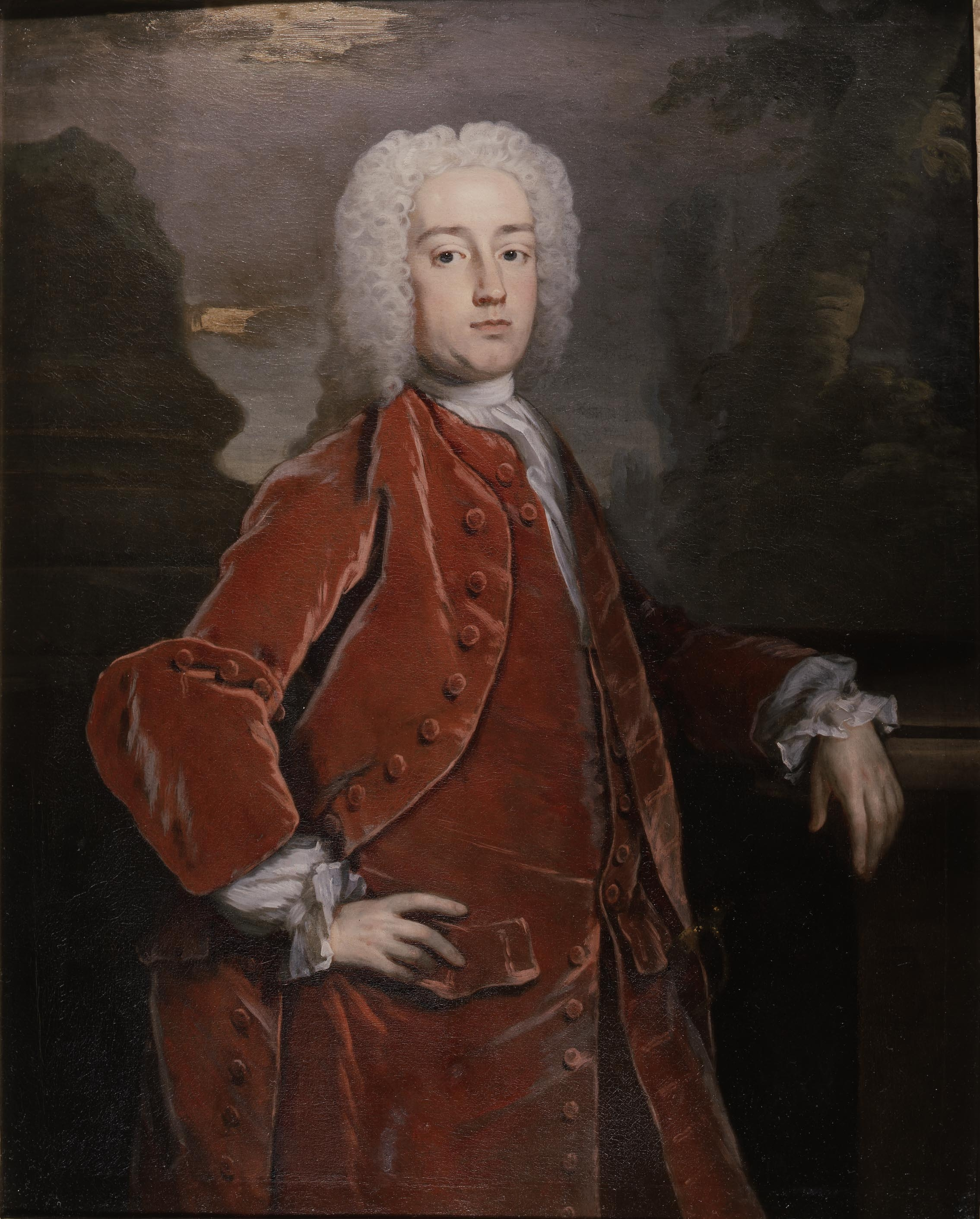
Sir William Norwich, 1720.
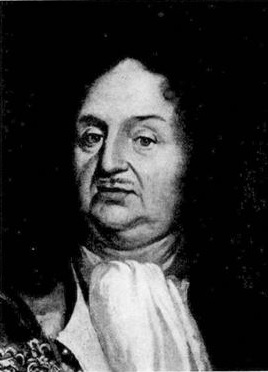
Johan Bergenhielm (1629-1704). Oljemålning i Uppsala universitet.